# Maschane diagonalis
Maschane diagonalis är en fjärilsart som beskrevs av Felder 1874. Maschane diagonalis ingår i släktet Maschane och familjen tandspinnare. Inga underarter finns listade i Catalogue of Life.